# Róland Toftum
Róland Toftum (Vágur, 1998. június 21. –) feröeri úszó, a Suðuroyar Svimjifelag (Susvim) és a feröeri úszóválogatott versenyzője. 2017 közepén több számban tartja a feröeri csúcsot.

## Pályafutása
A 2015-ös Szigetjátékokon Jersey-n három bronzérmet szerzett, mindhármat a feröeri váltó tagjaként.
2016 januárjában a Reykjavík International Games versenyen két arany- és két bronzérmet szerzett; 50 méteres mellúszásban feröeri csúcsot is döntött (30.45, majd 30.03 másodperccel, Pál Joensen előző évben felállított 30.65-ös csúcsával szemben). A 2016. áprilisi Danish Openen saját, a márciusi feröeri bajnokságon úszott 30.01-es feröeri csúcsát tovább javítva, 29.89-es idővel ő lett az első feröeri, aki 30 másodperc alá került ebben a számban.
A 2017-es budapesti úszó-világbajnokságon 50 méteres mellúszásban és 100 méteres mellúszásban indult.
A 2019-es gibraltári Szigetjátékokat két arany- (50 m és 100 m mellúszás) és egy bronzéremmel (50 m pillangóúszás) zárta. Még ugyanebben az évben, a skóciai Glasgow-ban rendezett rövid pályás úszó-Európa-bajnokságon két versenyszámban, 50 és 100 méter mellen állt rajthoz állt. Az előbbiben a 45., míg az utóbbiban a 43. helyen zárt.